# Smreka
Smreka (znanstveno ime Picea) je rod v družini borovk. Obsega okrog 35 vednozelenih vrst iglastih dreves. V kraju Raduše, ki leži v občini Slovenj Gradec je pred leti stala najdebelejša smreka v Sloveniji. V obseg je merila kar 555 cm.
Les smreke je svetlo rumenkaste barve po celotni prostornini debla. Beljava in jedrovina se barvno ne ločita. Poskobljan les ima vonj po smoli, pogosto pa se pojavljajo tudi smolni žepki.
Od lesa jelke (Abies Alba) se loči le po vsebnosti smolnih kanalov, ki jih jelovina nima.

## Opis smreke
Smreka je hitro rastoč iglavec stožčaste oblike z razvejano krošnjo. Krošnja je sestavljena iz ukrivljenih vej, na katerih rastejo temno zelene iglice. Iglice so dolge od 10-25 milimetrov, ter so ravne. Na koncu vej rastejo spodaj podolgovati storži, ki visijo navzdol z vej. Deblo je podolgovato. Les je rdečkastobel, v notranjosti pa se beljava ne loči od črnjave. Poskobljan les ima vonj po smoli, pogosto pa se pojavljajo tudi smolni žepki (luknja diskaste oblike napolnjena s smolo). Od lesa jelke se loči le po vsebnosti smolnih kanalov, ki jih jelka nima. Maksimalna višina je od 20 do 30 metrov, širina pa od 5 do 7 metrov. Lubje je smolnato in rdečkastorjave barve ter je zelo hrapavo. Korenine rastejo plitvo pod površjem, zato jo močnejši veter ali težak sneg lahko prevrneta ali odlomita. Kakor vemo pa so smreke golosemenke, se pravi da imajo storže, ki so pri smreki podolgovati ter bolj tanki. V teh visečih storžih pa ležijo krilata semena. Storži so sprva zeleni in trdo zbiti. Ko jeseni dozorijo, postanejo rjavkasti. V toplih dneh se luske na storžih razmaknjeno, semena pa raznese veter. Če jih odloži na primerna tla, iz njih zrastejo nova drevesa.

Droga  (sveži smrekovi vršički) vsebuje lahko hlapljivo olje, vitamin C, pinen, limonen, bornilni acetat, balzam. Vršički vsebujejo tudi precej smole. Smola nastane iz balzama, pri katerem je izhlapelo eterično olje; ostanek je politerpenska zmes mnogih spojin. V smolah so smolne kisline in smolni alkoholi ter različne druge spojine.

## Vrste
1 Storži z debelimi luskami; listi na prečnem prerezu kvadratni: sekcija Picea
1a Storži z (večinoma) priostrenimi konicami; listi topi ali nekoliko priostreni
- Picea abies (navadna smreka) - Evropa; pomembna v gozdarstvu. Izvorno božično drevo.
- Picea asperata (smreka zmajevka) - zahodna Ljudska republika Kitajska; več varietet.
- Picea meyeri - severna Ljudska republika Kitajska.
- Picea koraiensis - Koreja, severovzhodna Ljudska republika Kitajska.
- Picea koyamae - Japonska (gorovja).

1b Storži z gladko zaokroženimi luskami; listi topi ali nekoliko priostreni
- Picea orientalis (kavkaška smreka) - Kavkaz, severovzhodna Turčija.
- Picea morrisonicola - Tajvan (visoke gore).
- Picea wilsonii - zahodna Ljudska republika Kitajska.
- Picea obovata (sibirska smreka) - severna Skandinavija, Sibirija. Pogosto obravnavana kot različica P. abies (se lahko križa z njo) z značilnimi storži.
- Picea schrenkiana - gorovja osrednje Azije.
- Picea smithiana - zahodna Himalaja.
- Picea alpestris - Alpe v Evropi; redka, pogosto obravnavana kot različica P. abies (se lahko križa z njo) z značilnimi storži.

1c Storži z gladko zaokroženimi luskami; listi z zelo ostro konico
- Picea maximowiczii - Japonska (redka, v gorah).
- Picea torano - Japonska.
- Picea neoveitchii - severozahodna Ljudska republika Kitajska (redka, prizadeta vrsta).
- Picea martinezii - severovzhodna Mehika (zelo redka, prizadeta vrsta).
- Picea chihuahuana - severozahodna Mehika (redka).

2 Storži z debelimi valovitimi luskami, listi nekoliko do zelo sploščeni: sekcija Omorika
2a Storži večinoma z zaokroženimi luskami; listi na prerezu sploščeni, spodaj beli
- Picea breweriana (Brewerjeva smreka) - Gorovje Klamath, Severna Amerika; lokalni endemit.
- Picea brachytyla (Sargentova smreka) - jugozahodna Ljudska republika Kitajska.
- Picea farreri - severovzhodna Burma, jugozahodna Ljudska republika Kitajska.
- Picea omorika (omorika) - Srbija; lokalni endemit; pomembna v vrtnarstvu.

2b Storži večinoma z valovitimi luskami; listi na prerezu rahlo sploščeni, pogosto spodaj bolj bledi
- Picea mariana - severna Severna Amerika.
- Picea rubens - severovzhodna Severna Amerika; pomembna v gozdarstvu.
- Picea glehnii - severna Japonska, Sahalin.
- Picea alcoquiana (alkoška smreka) - osrednja Japonska (gore).
- Picea purpurea - zahodna Ljudska republika Kitajska.
- Picea balfouriana - zahodna  Ljudska republika Kitajska.
- Picea likiangensis - severozahodna Ljudska republika Kitajska.
- Picea spinulosa - sikhimska smreka, Vzhodna Himalaja.

3 Storži z zelo tankimi, valovitimi luskami: sekcija 'Casicta'
- Picea glauca (kanadska smreka) - severna Severna Amerika; pomembna v gozdarstvu.
- Picea engelmannii (Engemannova smreka) - zahodna Severna Amerika (gore); pomembna v gozdarstvu.
- Picea sitchensis (sitka) - obala tihega oceana v Severni Ameriki; največja vrsta, visoka do 95 m; pomembna v gozdarstvu.
- Picea jezoensis - severovzhodna Azija, Kamčatka južno proti Japonski.
- Picea pungens (bodeča smreka) - Skalno gorovje, Severna Amerika; pomembna v vrtnarstvu.